# A. J. P. Taylor
Pour les articles homonymes, voir Alan Taylor (homonymie) et Taylor.
Alan John Percival Taylor, né le 25 mars 1906 à Birkdale (Lancashire, aujourd'hui Merseyside), mort le 7 septembre 1990 à Londres, est un historien et un journaliste anglais.
Il est considéré comme l'un des plus importants historiens anglais du XXe siècle.

## Biographie
Taylor étudie l'histoire à l’Oriel College d’Oxford avant de devenir professeur à Manchester, Oxford et à Londres. Ses publications dans les journaux et ses déplacements outre-mer lui permettent d'engranger des revenus assez élevés et une popularité certaine. Ses conférences données sans aucune note écrite ont également marqué les esprits.
Dans la Seconde Guerre mondiale, Taylor sert dans la Home Guard et noue des amitiés avec des émigrés politiques de l'Europe orientale, comme Mihály Károlyi de la Hongrie et Edvard Beneš de la Tchécoslovaquie.
Taylor se marie trois fois. Sa première femme est Margaret Adams : ils se marient en 1931, mais divorcent en 1951. En 1951, Taylor se marie avec Eve Crosland : ils divorcent en 1974. Sa troisième femme est l'historienne hongroise Eva Harazti, qu'il épouse en 1976. Taylor a six enfants, quatre par sa première femme et deux par sa deuxième femme.
En 1984, Taylor est blessé dans un accident de la route quand il est heurté par une voiture en traversant Old Compton Street à Londres. Il développe la maladie de Parkinson, qui endommage sa mémoire dans ses dernières années. Sa dernière apparition en public a lieu en mars 1986, à une réception pour marquer son quatre-vingtième anniversaire.

## Œuvre
Son premier livre, paru en 1945, The Course of German History (le cours de l'histoire allemande) essaie de trouver une explication à l'arrivée au pouvoir des nazis en Allemagne dans l'étude de la société et de la religion. Il considère que le nazisme ne pouvait apparaître qu'en Allemagne, parce que celle-ci a connu une histoire à part très extrême. Il voit dans la politique pangermaniste des empereurs Guillaume Ier et Guillaume II, le début du comportement agressif du pays qui mènera au national-socialisme. Ce livre est un succès d'édition en Grande-Bretagne. À cause de celui-ci, et ce malgré les thèses plutôt radicales présentées dans le livre, l'ouvrage ne peut passer inaperçu à l'international et mène à des controverses en Allemagne même.

## Ouvrages
- The Italian Problem in European Diplomacy, 1847–1849, 1934.
- (éd.) The Struggle for Supremacy in Germany, 1859–1866 by Heinrich Friedjung, 1935.
- Germany's First Bid for Colonies 1884–1885: a Move in Bismarck's European Policy, 1938.
- The Habsburg Monarchy 1809–1918, 1941, édition revue 1948.
- The Course of German history: a Survey of the Development of Germany since 1815, 1945.
- Coédité avec Reginald Reynolds, British Pamphleteers, 1948.
- Coédité avec Alan Bullock, A Select List of Books on European History, 1949.
- From Napoleon to Stalin, 1950.
- Rumours of Wars, 1952.
- The Struggle for Mastery in Europe 1848–1918 (Oxford History of Modern Europe), 1954.
- Bismarck: the Man and Statesman, 1955.
- Englishmen and Others, 1956.
- Coédité avec Sir Richard Pares, Essays Presented to Sir Lewis Namier, 1956.
- The Trouble Makers: Dissent over Foreign Policy, 1792–1939, 1957.
- Lloyd George, 1961.
- The Origins of the Second World War, 1961.
- The First World War: an Illustrated History, 1963.
- Politics In Wartime, 1964.
- English History 1914–1945 (Volume XV de Oxford History of England), 1965.
- From Sarajevo to Potsdam, 1966.
- From Napoleon to Lenin, 1966.
- Europe: Grandeur and Decline, 1967.
- War by Timetable, 1969.
- Churchill Revised: A Critical Assessment, 1969.
- (éd.) Lloyd George: Twelve Essays, 1971.
- (éd.) Lloyd George: A Diary by Frances Steveson, 1971.
- Beaverbrook, 1972.
- A History Of World War Two, 1974.
- The Second World War: an Illustrated History, 1975.
- (éd.) My Darling Pussy: The Letters of Lloyd George and Frances Stevenson, 1975.
- The Last of Old Europe: a Grand Tour, 1976.
- Essays in English History, 1976.
- The War Lords, 1977.
- The Russian War, 1978.
- How Wars Begin, 1979.
- Politicians, Socialism, and Historians, 1980.
- Revolutions and Revolutionaries, 1980.
- A Personal History, 1983.
- An Old Man's Diary, 1984.
- How Wars End, 1985.
- Letters to Eva: 1969–1983, édité par Eva Haraszti Taylor, 1991.
- From Napoleon to the Second International: Essays on Nineteenth-century Europe, édité par Chris Wrigley, 1993.
- From the Boer War to the Cold War: Essays on Twentieth-century Europe, édité par Chris Wrigley, 1995.